# Sufflogobius bibarbatus
Sufflogobius bibarbatus és una espècie de peix de la família dels gòbids i de l'ordre dels perciformes.

## Morfologia
- Els mascles poden assolir 17 cm de longitud total.[2][3]

## Alimentació
Menja fitoplàncton.

## Depredadors
És depredat per Raja clavata, a Namíbia per Merluccius productus, i a Sud-àfrica per Merluccius capensis, Merluccius paradoxus, Helicolenus dactylopterus, Chelidonichthys capensis i Arctocephalus pusillus pusillus.

## Hàbitat
És un peix marí, de clima subtropical i demersal que viu entre 0-340 m de fondària.

## Distribució geogràfica
Es troba a l'Atlàntic oriental: Namíbia i Sud-àfrica.

## Observacions
És inofensiu per als humans.